# Anna Katharina Konstanze Wasa

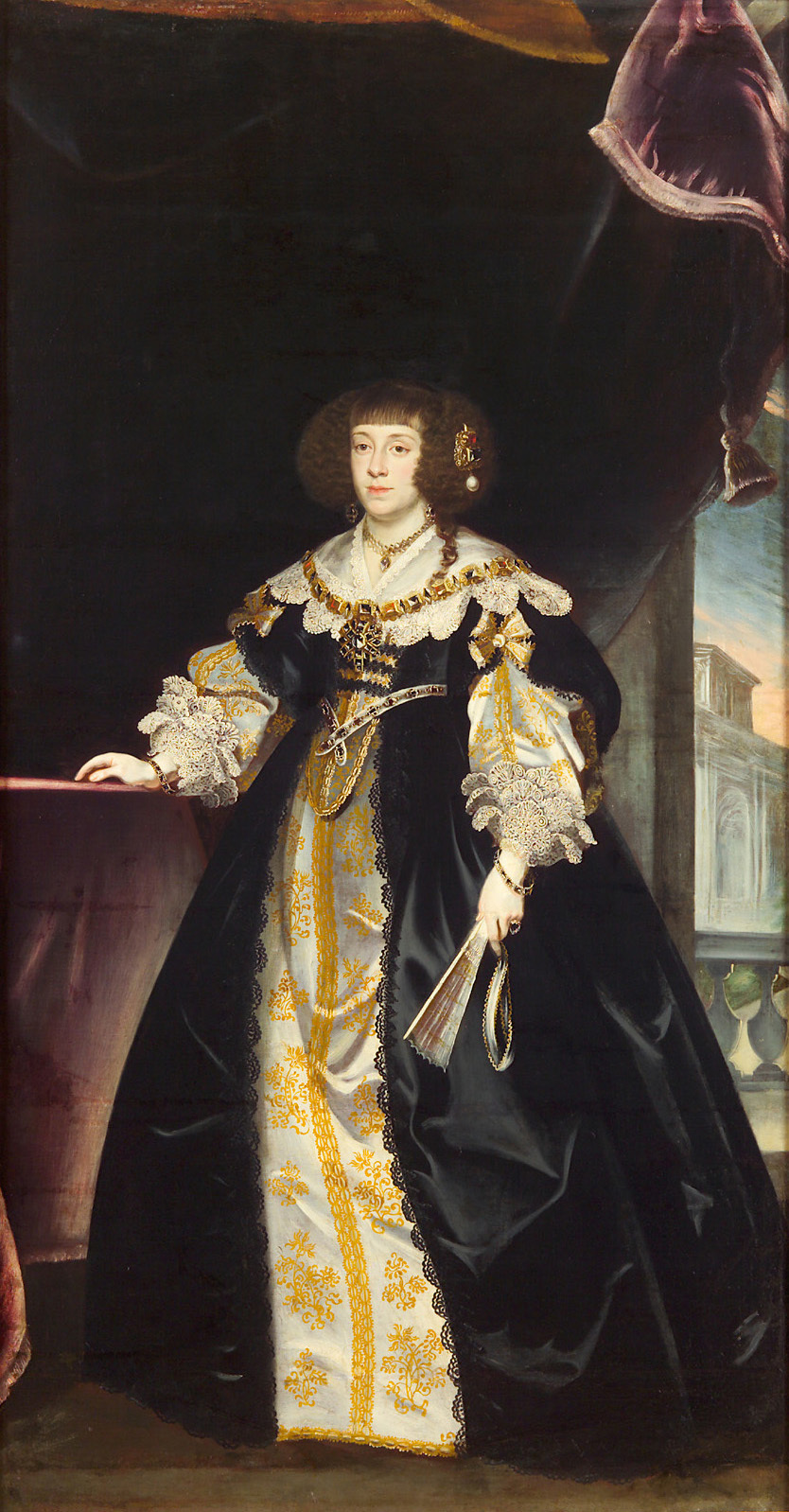
Anna Katharina Konstanze Wasa, Gemälde von Frans Luycx, ca. 1639–1642

Anna Katharina Konstanze Wasa (polnisch: Anna Katarzyna Konstancja Waza; * 7. August 1619 in Warschau; † 8. Oktober 1651 in Köln) war eine polnische Prinzessin.

## Leben
Anna Katharina Konstanze Wasa war die Tochter von Sigismund III. Wasa, König von Polen und Großfürst von Litauen, und dessen zweiter Ehefrau Constanze von Österreich.
Nach dem Tod ihrer Eltern 1631 und 1632 wurden ihr vom Parlament die Grafschaften Brodnickie, Gołubskie and Tucholskie verliehen, um ihren standesgemäßen Unterhalt zu gewährleisten. Die Ländereien hatten zuvor ihrer Mutter gehört, Anna konnte jedoch erst ihr Besitzrecht ausüben, als sie 1638 die Volljährigkeit erreichte.
Ab 1637 wurde eine Heirat von Anna mit Ferdinand Karl, Erzherzog von Österreich und Neffe Kaiser Ferdinands II., diskutiert. Trotz 1639 und 1642 getroffener Vereinbarungen fand die Hochzeit nie statt, Gründe hierfür war das Alter Ferdinand Karls (er war neun Jahre jünger als Anna) und Uneinigkeit über die Höhe der Mitgift.
Daneben waren auch Friedrich Wilhelm, Kurfürst von Brandenburg, und Gaston, Herzog von Orléans (Bruder Ludwigs XIII. von Frankreich), im Gespräch als mögliche Ehemänner von Anna. Schließlich heiratete sie am 8. Juni 1642 in Warschau Philipp Wilhelm von Pfalz-Neuburg. Sie brachte eine beträchtliche Mitgift aus Geld und Wertgegenständen im Wert von ca. 2 Millionen Reichstalern. Am 18. Juli 1645 brachte sie ihr einziges Kind, einen totgeborenen Sohn, zur Welt.
Anna Katharina Konstanze Wasa starb am 8. Oktober 1651 mit 32 Jahren kinderlos in Köln. Sie wurde in einer Familiengruft zu St. Andreas in Düsseldorf beigesetzt und 1717 in das dortige Mausoleum des Hauses Pfalz-Neuburg überführt.